# Palais Doos

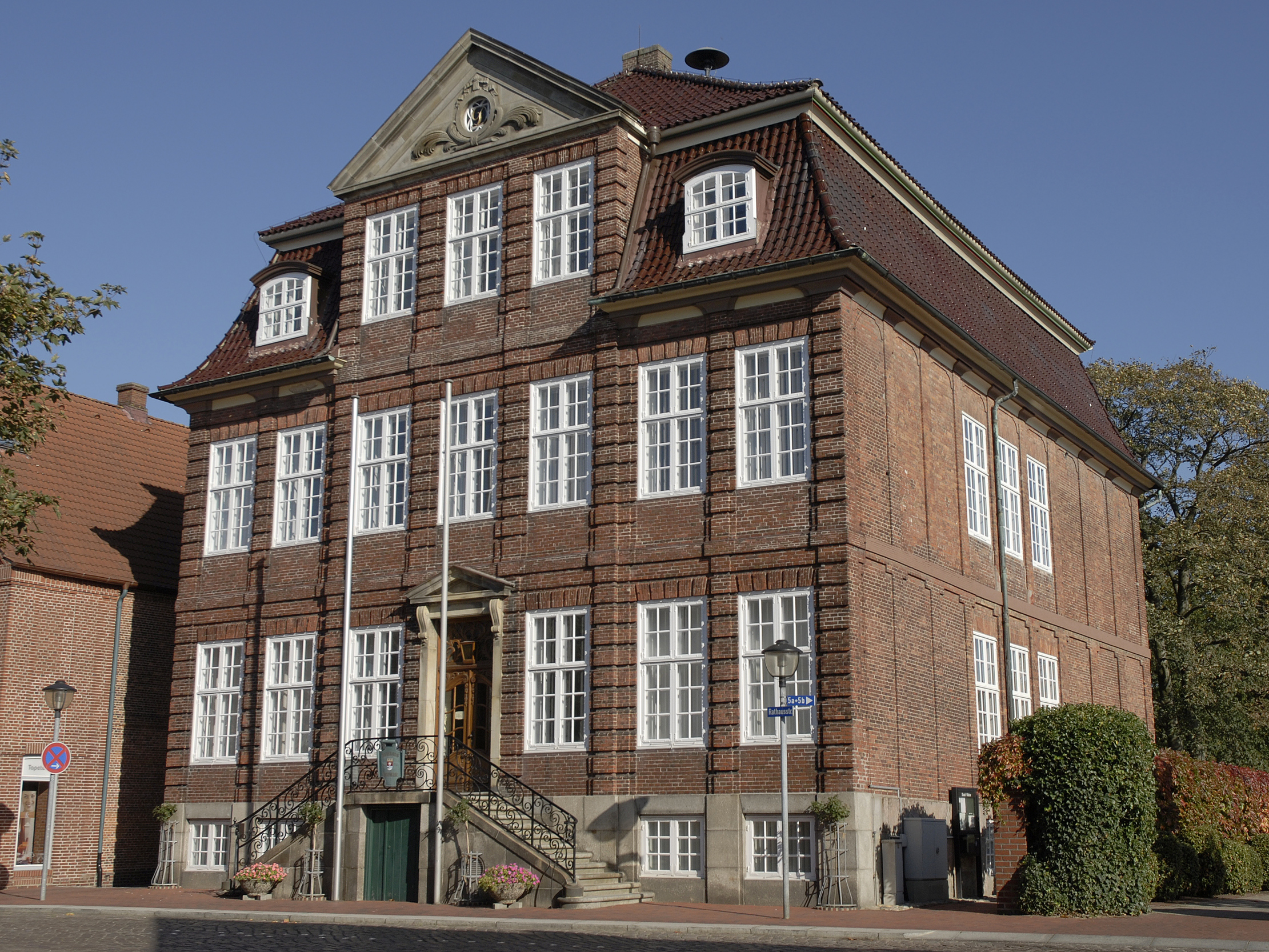
Das Doos'sche Palais in Wilster

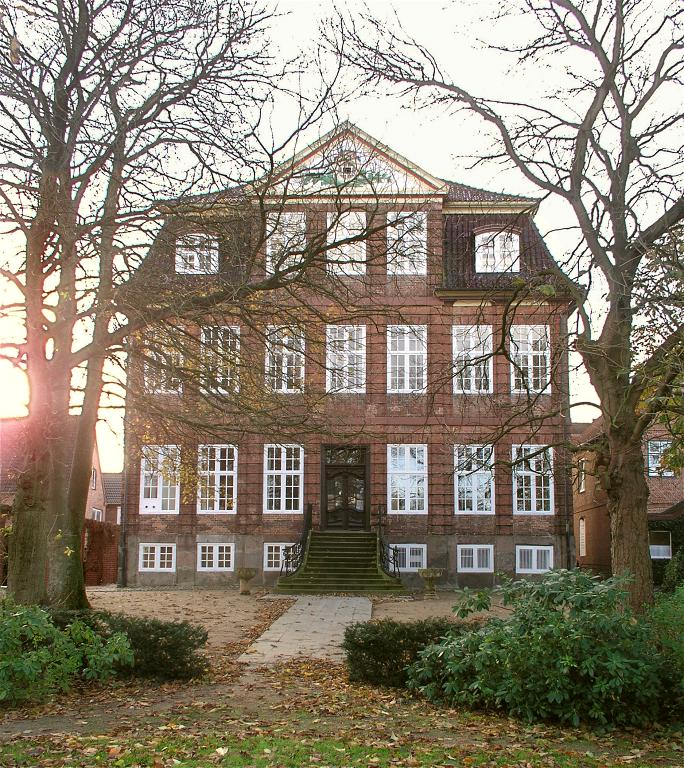
Blick auf die rückseitige Fassade

Das Palais Doos oder Doos’sche Palais in Wilster in Schleswig-Holstein ist ein ehemaliges großbürgerliches Wohnhaus, das durch eine Schenkung 1829 in den Besitz der Stadt Wilster überging. Es beherbergt heute das Neue Rathaus der Stadt. 

## Das Gebäude

### Das Palais Doos
Das Palais wurde von 1785 bis 1786 im Auftrage des Kanzleirats Johann Hinrich Doos als Wohnhaus für sich und seine Familie errichtet. Der spätbarocke Bau aus Backstein wurde als zweistöckiges Palais mit Mansarddach nach dem Vorbild des Ahlefeldtschlosses in Pinneberg, der sogenannten Drostei, konzipiert. Als Baumeister wird wie dort der Hamburger Architekt Ernst Georg Sonnin vermutet. Fast die gesamte Ausstattung mit Möbeln, Gemälden, Leuchtern und Statuen für den Gartenbereich erwarb der Bauherr Doos beim Ausverkauf des Friedrichsruher Schlosses. Diese Residenz im nicht weit entfernten Drage war vom schleswig-holsteinischen Statthalter Friedrich Ernst von Brandenburg-Kulmbach bis 1751 erbaut worden und blieb nach dessen Tode als hochverschuldetes Erbe zurück, 1787 wurde der Bau bereits wieder abgerissen. 

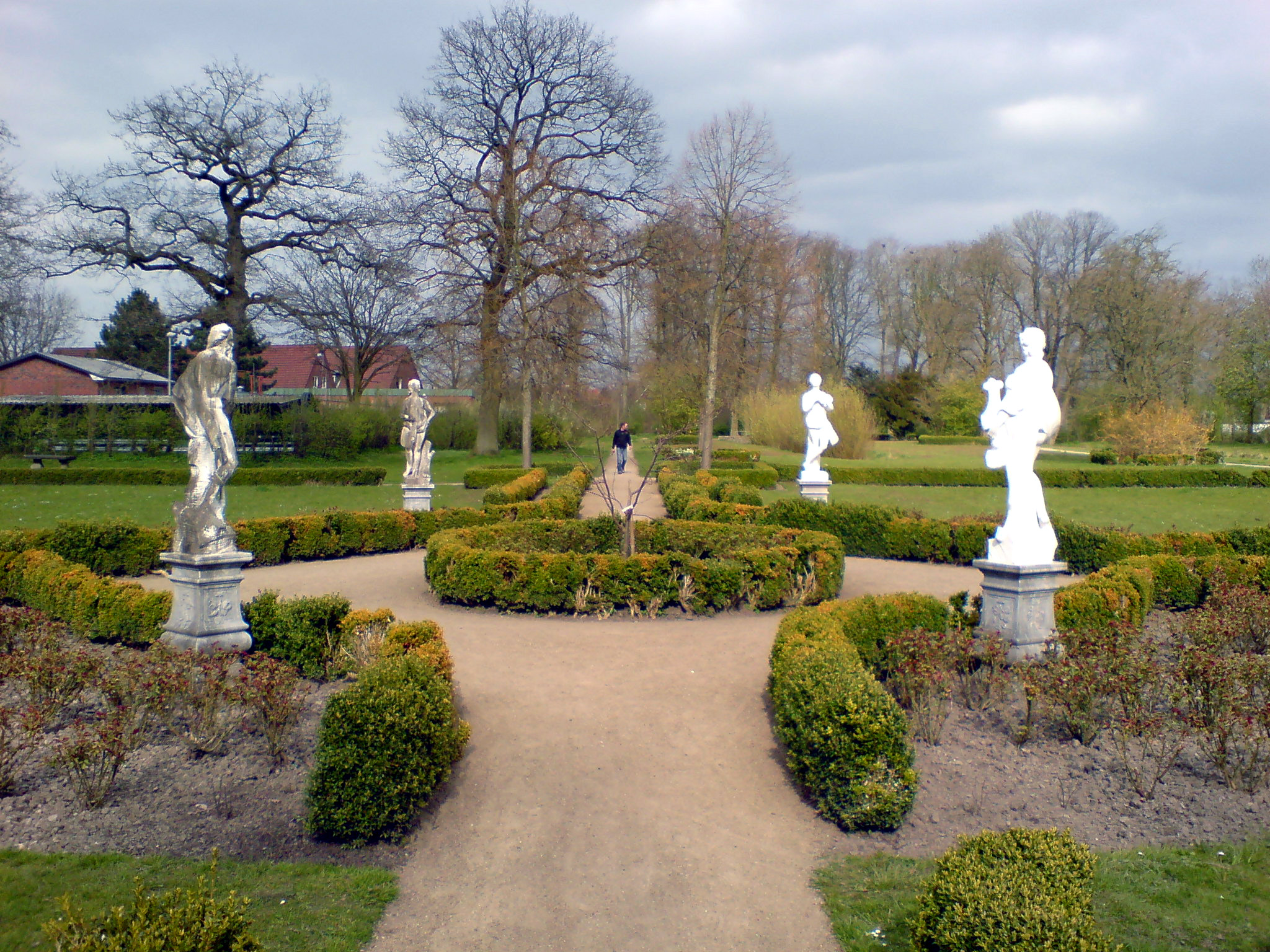
Der Rathausgarten mit Figurengruppen aus Friedrichsruhe

Über die der Stadt zugewandte, siebenachsige Fassade mit der Freitreppe betritt man das Palais im ersten Geschoss durch eine tiefe Diele. Die großen Barockschränke stammen noch aus dem Schloss in Drage. Die Zimmer um die Diele sind symmetrisch angelegt und dienten als Wohnräume der Familie Doos, während die Repräsentationssäle wie das Rokoko-Zimmer im zweiten Geschoss zu finden sind. Unter dem Dach des Hauses war eine umfangreiche Bibliothek mit mehr als 10.000 Bänden untergebracht, die ihren Platz mittlerweile im sogenannten Alten Rathaus, dem heutigen Stadtmuseum, gefunden hat. Nach zwischenzeitlich erfolgten baulichen Veränderungen der Stadtseite des Palais wurde die Fassade 1938 rekonstruiert.
Hinter dem Palais befindet sich der Rathausgarten, eine an barocke Gärten angelehnte Grünanlage. Die hier ausgestellten Statuen stammen ebenfalls aus dem Schloss Friedrichsruhe.

Die Statuen im Rathausgarten Wilster
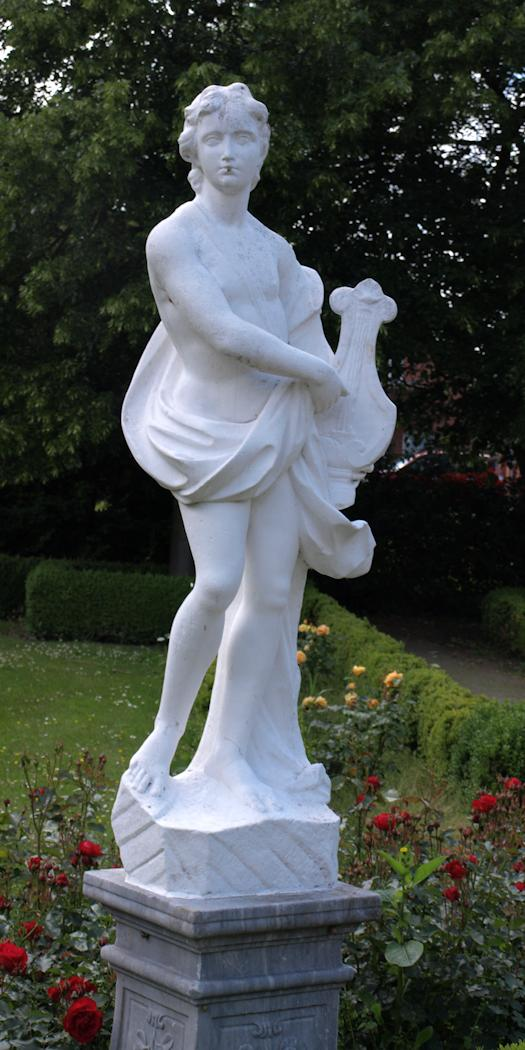
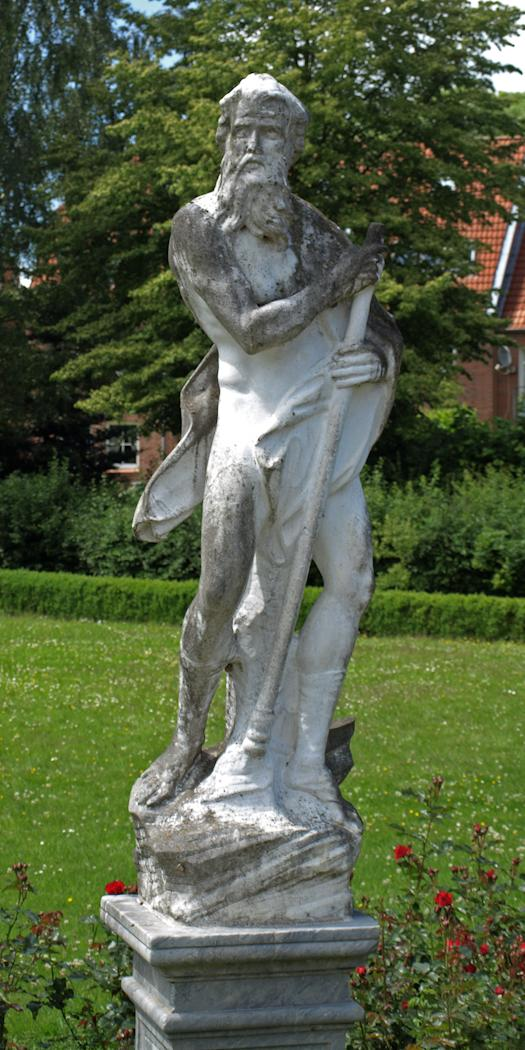
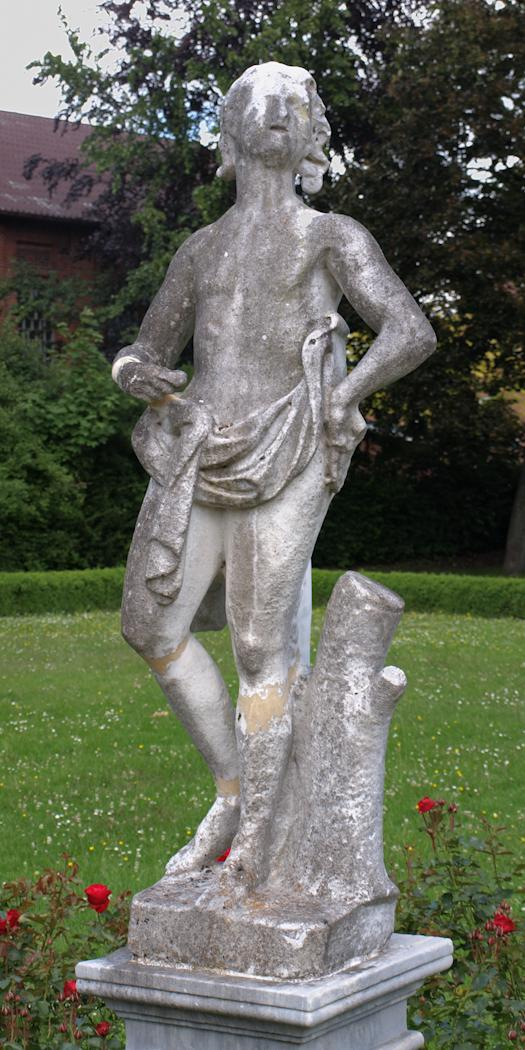
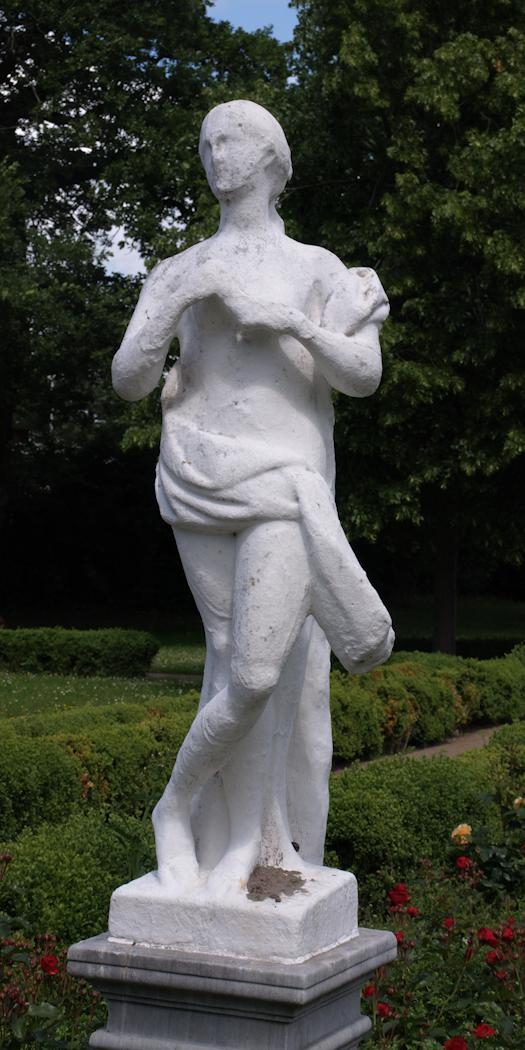
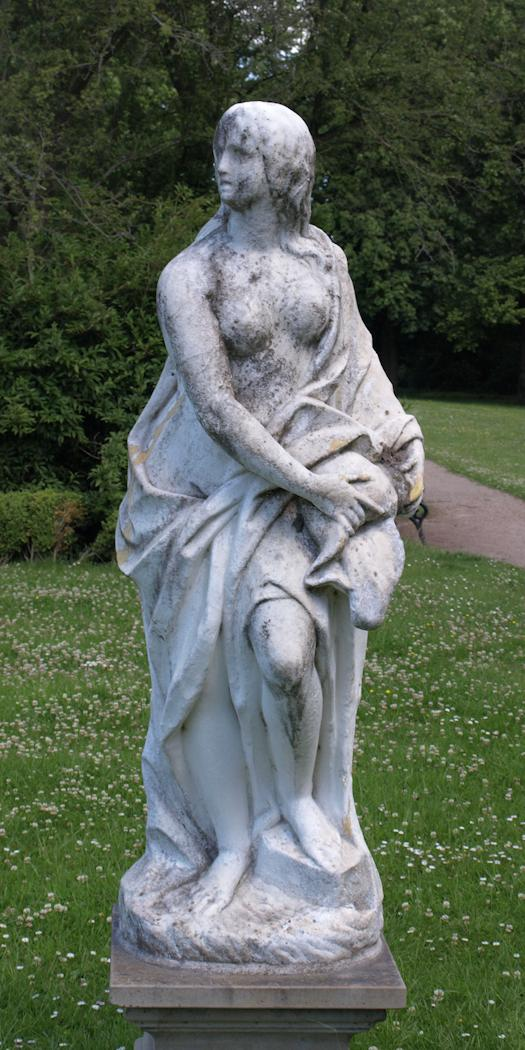
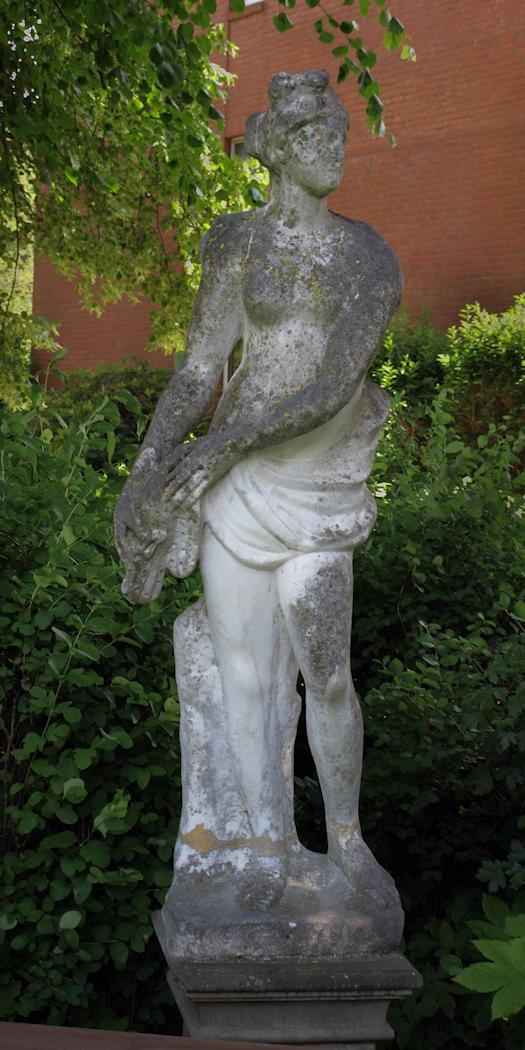
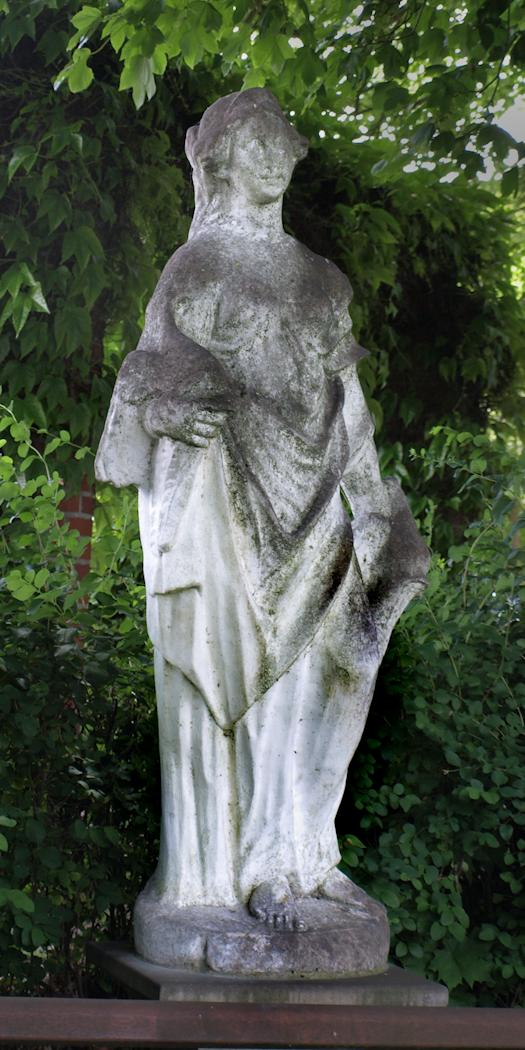
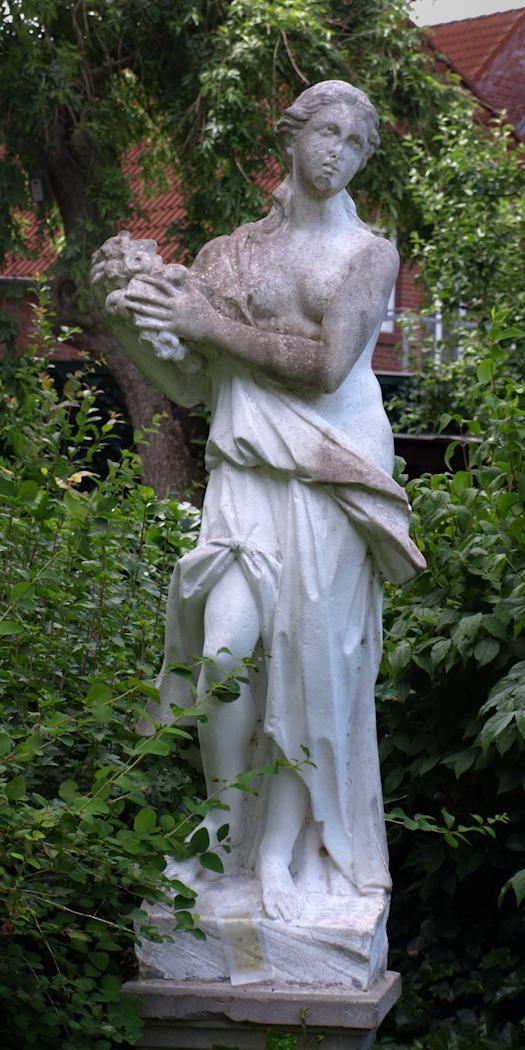
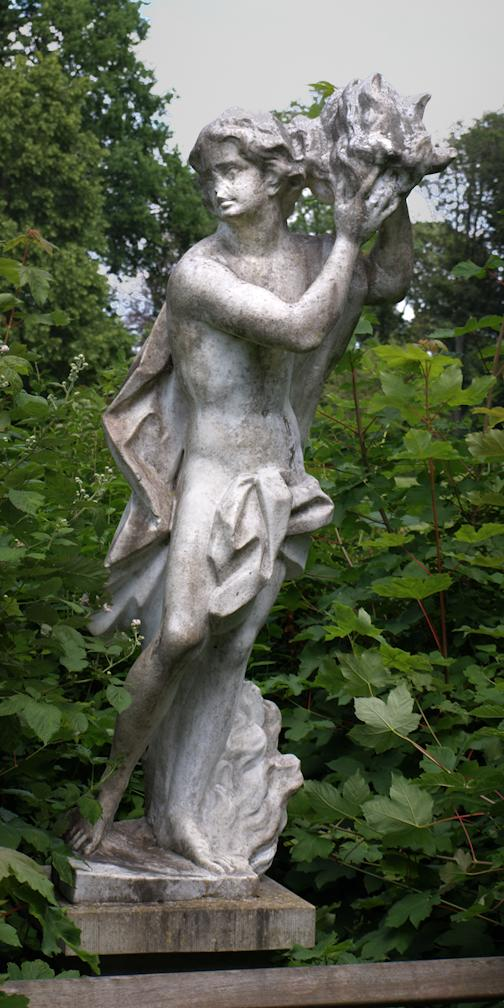
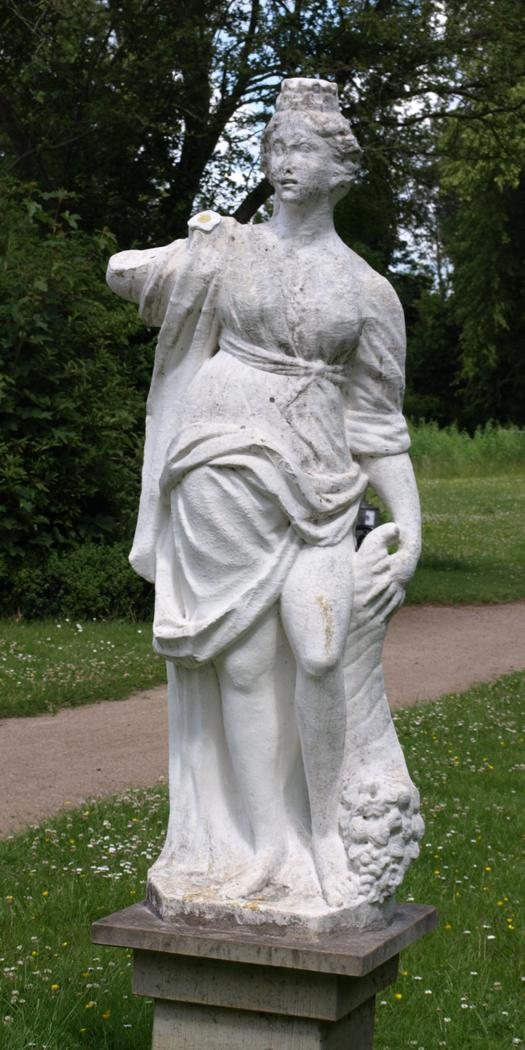

### Das Neue Rathaus

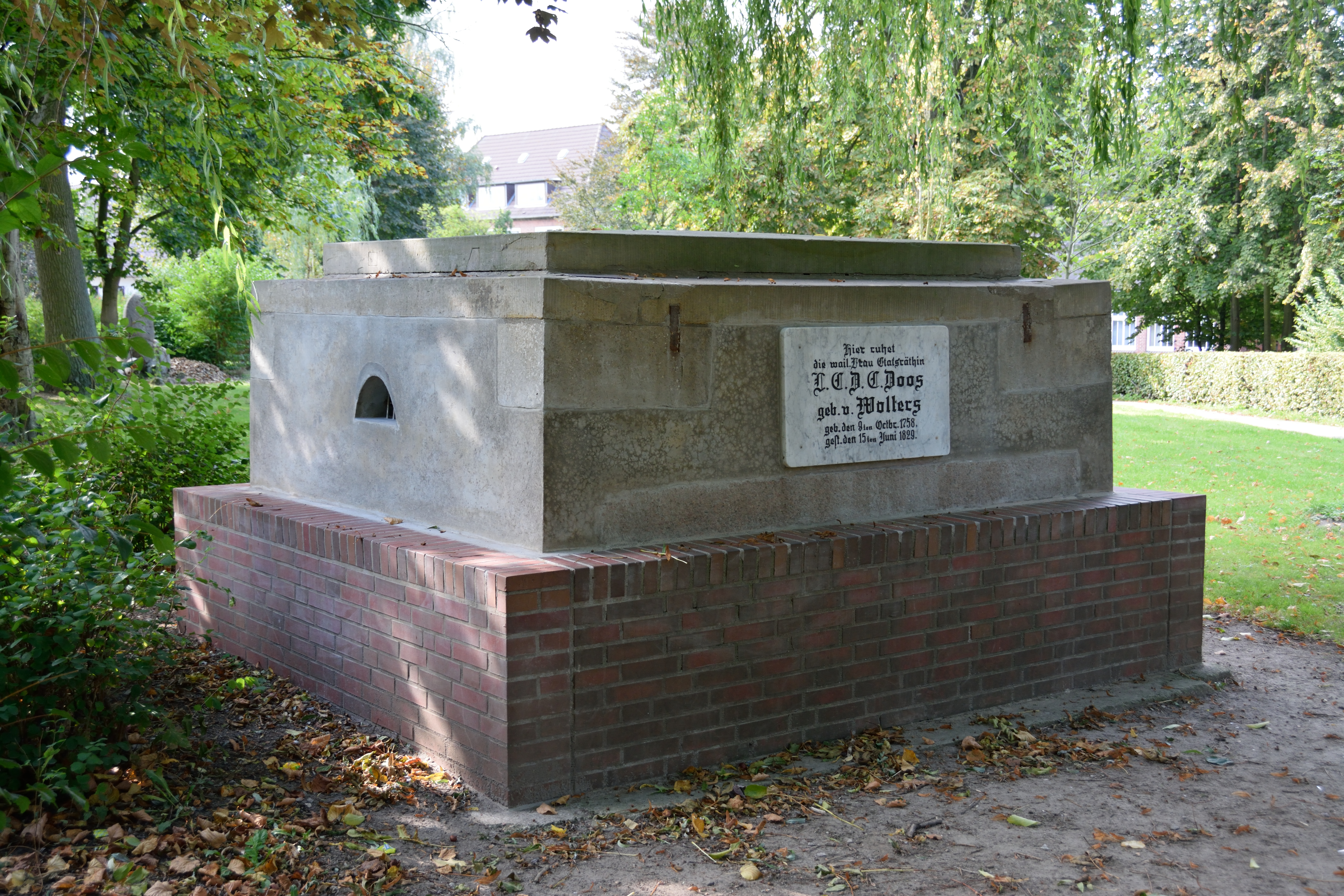
Mausoleum für die Etaträtin Doos im Stadtpark von Wilster

Durch eine Schenkung ging das Doos’sche Palais samt Garten und Nebengebäuden bereits 1829 in den Besitz der Stadt Wilster. Es sollte von da an nach dem Willen der Etatsrätin Doos als Wohnhaus des jeweiligen Bürgermeisters und der Unterbringung der Stadtverwaltung dienen. Das Palais diente bis 2006 vollständig als Rathaus. Heute ist hier die Stadtbibliothek und das Stadtarchiv untergebracht. Der Rokoko-Festsaal im Obergeschoss wird als Trauzimmer genutzt. Zu verschiedenen Anlässen, wie dem Bauernmarkt oder an verkaufsoffenen Sonntagen, kann das Rathaus besichtigt werden.